# Mariano Antonio Fernández
Mariano Fernández est un footballeur argentin né le 2 septembre 1978 à Lanús. Il évolue au poste de défenseur central.
Mariano Fernández a joué 31 matchs en 1re division portugaise avec le club de Beira-Mar.

## Carrière
- 1998-2001 : CA Lanús  Argentine
- 2000-2001 : CA Belgrano  Argentine
- 2001-2002 : SK Sturm Graz  Autriche
- 2002-2003 : Beira-Mar  Portugal
- 2003-2004 : Torino FC  Italie
- 2004-2005 : Real Murcie  Espagne
- 2005-2006 : Córdoba CF  Espagne
- 2006-2007 : Nueva Chicago  Argentine
- 2007-2008 : Dinamo Bucarest  Roumanie
- 2008-2009 : Gela Calcio  Italie
- 2009-2010 : Sorrento  Italie
- 2010-2012 : Casal Calcio  Italie[1]